# Bismarckturm (Bad Ems)

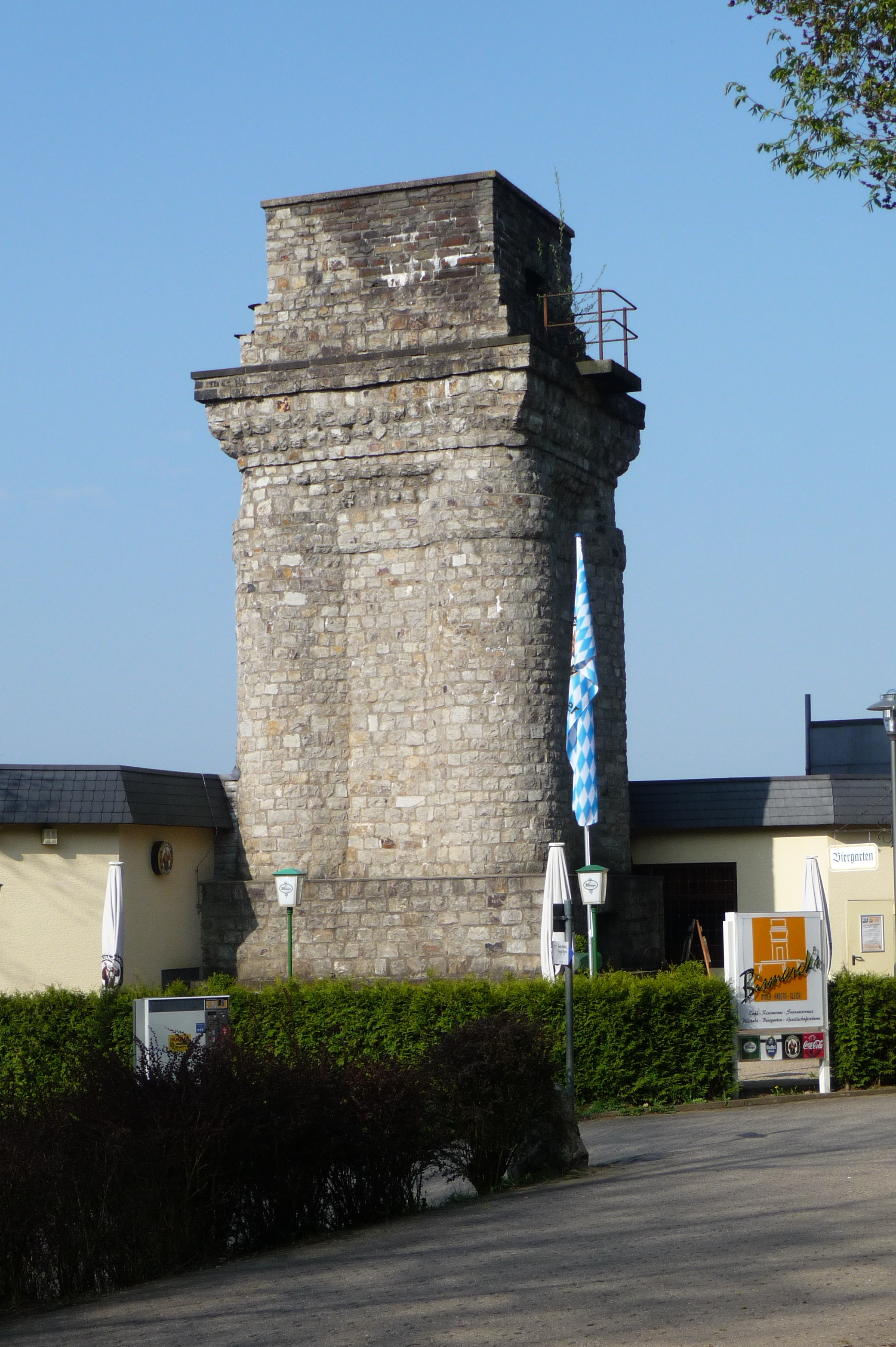
Der Bismarckturm von Bad Ems.

Der Bismarckturm von Bad Ems an der Lahn im Rhein-Lahn-Kreis in Rheinland-Pfalz wurde zu Ehren des ersten deutschen Reichskanzlers Fürst Otto von Bismarck (1815–1898) erbaut. Der vom Architekten Wilhelm Kreis (1873–1955) geplante Turm steht östlich des Stadtzentrums auf der Bismarckhöhe, ist zwölfeinhalb Meter hoch und wurde 1901 eingeweiht.

## Geschichte

### Planungszeit
Nach dem Tod Bismarcks im Jahr 1898 gab es im Deutschen Kaiserreich eine breite Bewegung, die Denkmäler für den früheren Reichskanzler errichten ließ. Auch in Bad Ems (wo Otto von Bismarck seit 1895 Ehrenbürger war) regte eine Gruppe von Bismarck-Anhängern im Januar 1900 an, in der Stadt einen Bismarckturm zu bauen. Noch im selben Jahr wurde beschlossen, auf einer Anhöhe des Berges Auf dem Klopp östlich des Stadtzentrums den Modellentwurf Götterdämmerung des Architekten Wilhelm Kreis errichten zu lassen.
Kreis hatte 1899 mit seinem Entwurf einen Wettbewerb der Deutschen Studentenschaft gewonnen. Nach einer Idee der Studentenschaft sollte in ganz Deutschland ein Netzwerk von sogenannten Feuersäulen errichtet werden, um auf diesen an bestimmten Tagen zu Ehren Bismarcks große Feuerschalen zu entzünden. Die Bismarcksäule vom Modell Götterdämmerung wurde bis 1911 im Deutschen Kaiserreich als sogenannter Typenbau mehr als 40 Mal gebaut.
Die Stadt erwarb das Baugrundstück und stellte es kostenlos zur Verfügung. Der Bau selbst wurde durch Spenden von Bürgern, Kurgästen und der Kurkommission finanziert. Am 7. Juni 1900 wurde die Baugenehmigung für den Turm erteilt.

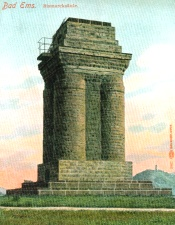
Der Bismarckturm von Bad Ems um 1905 von Westen gesehen. Auf der Anhöhe rechts im Hintergrund ist der Concordiaturm zu erkennen.

### Bauzeit
Am 26. Juni 1900 wurde der Grundstein gelegt und mit dem Bau begonnen. Die Bauarbeiten wurden nicht vom Architekten Wilhelm Kreis selbst überwacht, sondern vom Bad Emser Bauunternehmer Wilhelm Jacob Balzer durchgeführt. Als Baumaterial diente vorwiegend Quarzit aus einem nahe gelegenen Steinbruch bei Kemmenau und Basalt aus einem Steinbruch in Niedermendig in der Osteifel.
Die Bauarbeiten kamen rasch voran. Bereits im Januar 1901 wurde der Rohbau baurechtlich abgenommen und im April war der Turm fertiggestellt. Der Bismarckturm von Bad Ems wurde am 10. Mai 1901 feierlich eingeweiht. Am Abend des Einweihungstages wurde auch die Feuerschale auf dem Turm zum ersten Mal entzündet. An der zum Hang gelegenen Südseite des Turms wurde ein Bismarck-Wappen angebracht. Die Gesamtkosten für das Bauwerk einschließlich Grundstück betrugen insgesamt 11.740 Goldmark.

### Erste Jahrzehnte
Am 1. April 1902 wurde ein Bad Emser Bismarck-Verein gegründet, der sich um die Pflege und die Befeuerung des Turms an Gedenktagen kümmerte. Nach der Einweihung wurde die Feuerschale auf dem Turm regelmäßig abends am 1. April (Bismarcks Geburtstag) entzündet. Diese Gedenkfeuer wurden jedoch schon nach wenigen Jahren nicht mehr veranstaltet (die letzte überlieferte Befeuerung war am 1. April 1913) und vermutlich auch nach Ende des Ersten Weltkriegs und der Besetzung des Rheinlandes nicht wieder aufgenommen. Die folgenden Jahrzehnte und den Zweiten Weltkrieg überstand der Bismarckturm weitgehend unbeschadet.

### Zeit nach dem Zweiten Weltkrieg
Nach dem Zweiten Weltkrieg wurde der Bismarckturm von Bad Ems jedoch vernachlässigt und später sogar seiner Funktion als frei stehendes Denkmal beraubt. 1977/78 wurde nämlich im unteren Turmbereich direkt an seine West- und Südwand ein rund vier Meter hohes Gaststättengebäude angebaut, dessen moderne Flachdach-Architektur in starkem Kontrast zum historisierenden Baustil des Turms steht. Mit dem Anbau wurde zugleich der größte Teil des Turmunterbaus mit seinem zweistufigen Podest zerstört. Darüber hinaus wurde spätestens in den 1980er Jahren das an der Südseite des Turms angebrachte Bismarck-Wappen entfernt.
In den 1990er Jahren wurde die Gaststätte aufgegeben, das Gebäude stand jahrelang leer und auch der Bismarckturm wurde weiter vernachlässigt. Ende der 1990er Jahre war der Turm in einem sanierungsbedürftigen Zustand. Im Vorfeld seines hundertjährigen Bestehens wurde das Bauwerk zumindest teilweise ausgebessert. Der hundertste Jahrestag der Einweihung des Bismarckturms wurde im Mai 2001 mit einer Feierstunde begangen.
Seit 2006 ist die Gaststätte am Bismarckturm wieder in Betrieb, das Innere des Turms dient als Lagerraum. Der Turm kann nicht bestiegen werden, da die im Inneren an den Wänden angebrachten Eisensprossen nur noch zum Teil erhalten sind und drei ursprünglich vorhandene Ruhebühnen entfernt wurden.

## Architektur
Der Bismarckturm von Bad Ems hat quadratische Grundmauern und auch der Turm selbst ist quadratisch, allerdings wird die wuchtige Wirkung durch Dreiviertelsäulen an den Ecken des Turmkörpers gemildert.
Bei der Planung des Turms wurde von vornherein berücksichtigt, dass er zu anderen Türmen
auf den umliegenden Anhöhen von Bad Ems in Beziehung stehen würde. Hierzu gehören der südwestlich des Bismarckturms stehende Aussichtsturm auf dem Malberg, die südlich stehende Rekonstruktion eines römischen Limesturms auf dem Wintersberg und der südöstlich stehende Concordiaturm. Der Bismarckturm wurde daher bewusst repräsentativ und mit freien Sichtachsen nach allen Seiten gebaut.
Mit dem Anbau eines Gaststättengebäudes Ende der 1970er Jahre wurde der repräsentative Charakter des Turms und dessen Funktion eines frei stehendes Denkmals zerstört. Die moderne Flachdach-Architektur der Gaststätte steht in starkem Kontrast zum unter Denkmalschutz stehenden Bismarckturm. Darüber hinaus wurde durch den Anbau der größte Teil des Turmunterbaus mit seinem zweistufigen Podest vernichtet.

### Podest und Sockelgeschoss
Der Bismarckturm war ursprünglich in vier Teile gegliedert: Den untersten Teil bildete ein zweistufiges, quadratisches Podest, das insgesamt gut einen Meter hoch war. Beide Podeststufen waren jeweils 55 Zentimeter hoch, die untere Stufe hatte eine Seitenlänge von 9,5 mal 9,5 Metern, die obere von 7,5 mal 7,5 Metern. Auf der Eingangsseite im Norden waren die beiden Podeststufen auf einer Breite von gut einem Meter durchbrochen, sodass der Turmeingang ohne Treppe erreichbar war.
Das Podest war ursprünglich der Unterbau für das darüber liegende Sockelgeschoss des Turms. Dieses hat eine Seitenlänge von 5,5 mal 5,5 Metern und eine Höhe von fast zwei Metern, an seiner Nordseite befindet sich die 1,8 Meter hohe Eingangstür. Nachdem das Podest beim Anbau des Gaststättengebäudes weitgehend zerstört wurde, bildet nunmehr das Sockelgeschoss den untersten Teil des Turms.

### Turmkörper und Obergeschoss
Über dem Sockelgeschoss erhebt sich der eigentliche, rund sechs Meter hohe Turmkörper. Er ist gegenüber dem Sockelgeschoss etwas zurückgesetzt und an den Ecken durch Dreiviertelsäulen abgerundet. An der zum Hang gelegenen Südseite war früher im oberen Bereich des Turmkörpers ein Bismarck-Wappen angebracht.
Oberhalb des Turmkörpers folgt das etwa drei Meter hohe Obergeschoss, das aus einem Architrav und einem dreistufigen Oberbau besteht. Das Obergeschoss ist gegenüber dem Turmkörper etwas zurückgesetzt. Als oberer Abschluss ist im Turmkopf eine quadratische, 2,65 mal 2,65 Meter große Feuerschale aus Gusseisen eingemauert. Die Schale wurde in der nahe gelegenen Nieverner Hütte angefertigt und ist von außen nicht sichtbar. Der Turm hat insgesamt eine Höhe von zwölfeinhalb Metern.

### Treppenanlage und Befeuerung
Im Inneren des Bismarckturms konnte man ursprünglich mit Hilfe von Leitern, an den Wänden angebrachten Eisensprossen und drei Ruhebühnen mit Zementboden zur Turmspitze aufsteigen. Diese Aufstiegshilfen wurden jedoch weitgehend entfernt, sodass der Turm nicht mehr bestiegen werden kann. Im Turmkopf befindet sich noch heute eine kleine verschließbare Eisentür, die auf einen balkonartigen Vorsprung mündet, von dem aus eine ebenfalls noch vorhandene eiserne Leiter zur Feuerschale auf dem Turmkopf führt.
Die Schale wurde mit Teer, Mineralöl und Fetten befeuert sowie mit Petroleum getränktem Holzspan. Dieses Brennmaterial wurde mit Hilfe einer Seilwinde im Innern des Turmes heraufgezogen. Die Flammen erreichten eine Höhe von bis zu neun Metern, die Brenndauer betrug bis zu zwei Stunden.

## Sonstiges
In unmittelbarer Nähe des Bismarckturms von Bad Ems befindet sich die Bergstation der Kurwaldbahn, einer 1979 in Betrieb genommenen Standseilbahn.